# Völkerschlachtdenkmal (Büschdorf)

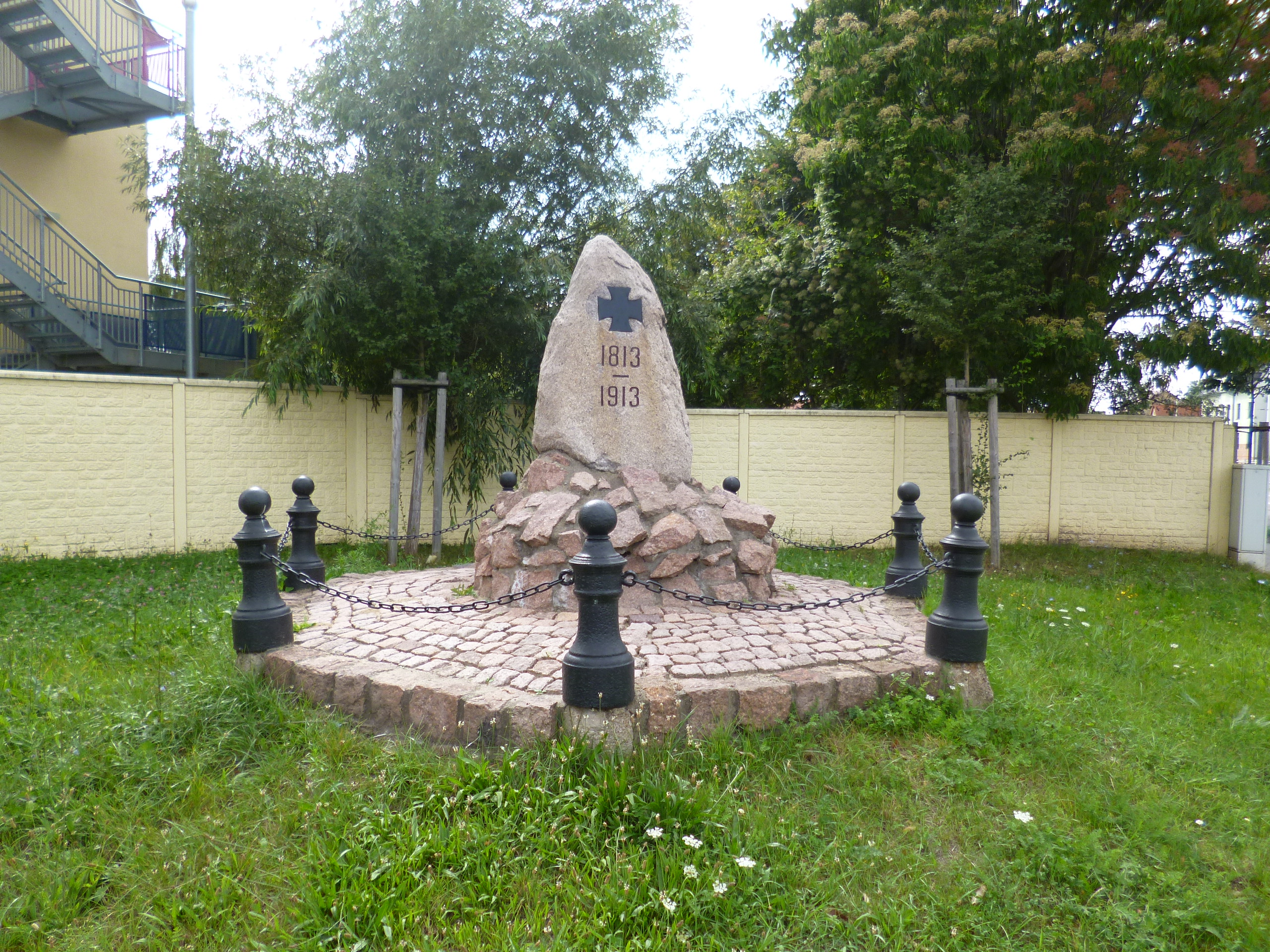
Ansicht von Nordosten

Das Völkerschlachtdenkmal von Büschdorf ist ein Gedenkstein in der Stadt Halle (Saale) in Sachsen-Anhalt. Es steht unter Denkmalschutz und ist im Denkmalverzeichnis mit der Erfassungsnummer 094 11507 als Kleindenkmal eingetragen.

## Lage
Im Norden von Büschdorf an der Ecke der Delitzscher Straße zur Käthe-Kollwitz-Straße steht das Kleindenkmal auf einer platzartigen Aussparung nördlich der Schule des einstigen Dorfes.

## Gestalt und Geschichte
Die Völkerschlachtdenkmäler im Köthener Land und im ehemaligen Saalkreis ähneln sich in der Gestalt stark. Errichtet wurden sie anlässlich des 100. Jahrestages der Völkerschlacht bei Leipzig. Sie bestehen zumeist aus einem Steinhaufen, der von einem großen Stein, häufig einem Findling, bekrönt wird. Er trägt ein Eisernes Kreuz und darunter die Jahreszahlen 1813–1913.
Das aus Porphyrsteinen errichtete Denkmal steht auf einem Pflaster desselben Materials. Ähnlich wie in Meilendorf oder Wulfen ist es eingefasst. Allerdings hat man sich hier anstelle eines Zaunes für Pfeiler entschieden, die mit einer Kette verbunden sind. Völkerschlacht-Denkmäler zählt man zum Grenzbereich der Kriegerdenkmäler, da sie keine Namen von Gefallenen nennen, aber an konkrete Schlachten und damit auch an deren Opfer erinnern.
Bis zum Jahr 2007 war das Denkmal komplett zugewachsen, dann wurde es notdürftig freigelegt und anlässlich des 200. Jahrestages der Völkerschlacht im Jahr 2013 durch Anwohner wiederhergerichtet. Auch das in den 1980er Jahren verschwundene Eiserne Kreuz wurde dabei ersetzt.